# Włodzimierz Chojnacki
Włodzimierz Rufin Chojnacki (ur. 19 listopada 1914 w Poznaniu, zm. 2 października 2014 w Melbourne) – chorąży pilot Polskich Sił Powietrznych w Wielkiej Brytanii.

## Życiorys
W 1932 ukończył kurs pierwszego pilota i zdobył licencję. Przed wybuchem II wojny światowej był instruktorem walk powietrznych w polskich siłach lotniczych.
Zmobilizowany w sierpniu 1939 i przydzielony do 132 eskadry myśliwskiej. Po zakończeniu kampanii wrześniowej przedostał się do Anglii. Wstąpił do RAF, otrzymał numer służbowy 784757. Walczył w dywizjonie 303. 
Brał udział w alianckiej operacji „Jubilee” w sierpniu 1942, za co został odznaczony przez prezydenta Władysława Raczkiewicza Krzyżem Walecznych.
Do 1946 służył w RAF i następnie wraz z żoną wyjechał do Australii. Zmienił nazwisko na Don Merrill. Zmarł 2 października 2014 w Melbourne.